# KkStB 280 sorozat
A kkStB 280 sorozat egy hegyipályai gyorsvonati szerkocsis gőzmozdonysorozat volt a Császári és Királyi Osztrák Államvasutaknál (k.k. Staatsbahnen Österreichs, kkStB) és a Déli Vasútnál (Südbahn).
Ausztria topográfiai jellemzőit tekintve hegyvidéki ország és a növekvő vonatsúlyok hamarosan világossá tették, hogy a 170-es túl gyenge volt a gyorsvonati szolgálatra a hegyi pályákon. Karl Gölsdorf tervezett egy ötcsatlós négyhengeres kompaundgépezetű kimondottan gyorsvonati mozdonyt az Arlbergbahn számára, a kkStB 280 sorozatot. Mivel a gyenge hidak nem bírtak el nagyobb súlyt, tengelyterhelés csak 13,8 tonna volt. Gölsdorf terve ezért egy könnyűszerkezetes építésű mozdonyremekmű volt. Hasonló a 110 sorozathoz, a második kazánöv kúpos volt a minél nagyobb gőztér érdekében. A beépített Clench-féle gőzszárító nem bizonyult sikeresnek, és ezért 1918 után eltávolították. A gépek gyorsabbak voltak mint szinte az összes Arlbergbahnnál használt mozdony, olajtüzeléssel voltak felszerelve, hogy csökkentsék a füstöt az alagutakban.
A három mozdonyt a StEG 1906-1907-ben építette.
Az  Arlberg-Ostrampe 26‰ emelkedőjén a kkStB 280 sorozat 280 tonnás vonatot (amely hét db négytengelyes vagonból állt) 32 km/h sebességgel volt képes vontatni. A próbameneten 92 km/h sebességet ért el, 50 km/h sebességnél a 280-as 1650 LE-t teljesített.
A túlhevítős mozdonyok sikere miatt a kkStB több 280-ast nem rendelt.
Az első világháború után mindhárom mozdony a BBÖ-höz került. Két mozdonyt átépítettek túlhevítősre, de az átépítés nem hozta az elvárt eredményt és 1929-1930 között  selejtezték őket. A harmadik mozdony csupán egy évvel élte túl őket.
A Déli Vasút 1908-ban két db és 1911-ben három db 280-as mozdonyt vásárolt  hegyi szolgálatra a Brenner-hágóra. A mozdonyokat a Floridsdorfi Mozdonygyár szállította.
1918 után az öt mozdony az Olasz Államvasutaké lett  FS 478 sorozatként. 1945-ben az Istria átadásával két mozdony is átadásra került Jugoszláviának, mint  JDŽ 07-16 és 17.

## Fordítás
Ez a szócikk részben vagy egészben  a   kkStB 280 című német Wikipédia-szócikk fordításán alapul.  Az eredeti cikk szerkesztőit annak laptörténete sorolja fel. Ez a jelzés csupán a megfogalmazás eredetét és a szerzői jogokat jelzi, nem szolgál a cikkben szereplő információk forrásmegjelöléseként.